# Iskatelej
Iskatelej (Russisch: Искателей) is een nederzetting met stedelijk karakter en een noordelijke voorstad van de Nenetsische hoofdstad Narjan-Mar in het noorden van Europees-Rusland. De plaats ligt op 4 kilometer van de rivier de Petsjora en valt bestuurlijk gezien onder het gemeentelijk district Zapoljarny. Tot mei 2005 vormde het bestuurlijk gezien onderdeel van het stedelijk district Narjan-Mar. Iskatelej telde 6.981 inwoners in 2002 tegen 8.672 in 1989 en vormt daarmee de op een na grootste plaats van het autonome district.
In de plaats bevinden zich verschillende bedrijven uit de olie- en gasindustrie, zoals Nenetskaja neftebaza, Narjanmarneftegaz en Artikneft. In 2004 werd de plaats (gedeeltelijk) aangesloten op het telefoonnet.